# Saalkreis
Saalkreis – był do 1 lipca 2007 powiatem ziemskim (Landkreis) w niemieckim kraju związkowym Saksonia-Anhalt. Powiat Saalkreis z powiatem Landkreis Merseburg-Querfurt utworzył powiat Saalekreis.
Siedzibą powiatu było Halle (Saale) (miasto na prawach powiatu).

## Miasta i gminy
| - 1. Kabelsketal (9045) |

Wspólnoty administracyjne
| - 1. Wspólnota administracyjna Götschetal-Petersberg 1. Brachstedt (915) 2. Götschetal (5863) 3. Krosigk (874) 4. Kütten (422) 5. Morl (920) 6. Ostrau (1260) 7. Petersberg (690) - 2. Wspólnota administracyjna Östlicher Saalkreis 1. Braschwitz (1264) 2. Hohenthurm (1916) 3. Landsberg, miasto (8518) 4. Niemberg (1482) 5. Oppin (1551) 6. Peißen (1071) 7. Schwerz (541) | - 3. Wspólnota administracyjna Saalkreis Nord 1. Brachwitz (1009) 2. Döblitz (189) 3. Domnitz (806) 4. Dößel (360) 5. Gimritz (364) 6. Löbejün, miasto (2287) 7. Nauendorf (1835) 8. Neutz-Lettewitz (913) 9. Plötz (760) 10. Rothenburg (867) 11. Wettin, miasto (2076) | - 4. Wspólnota administracyjna Westlicher Saalkreis 1. Beesenstedt (1266) 2. Bennstedt (1497) 3. Fienstedt (236) 4. Kloschwitz (478) 5. Lieskau (2652) 6. Salzmünde (2486) 7. Schochwitz (1251) 8. Zappendorf (1543) - 5. Wspólnota administracyjna Würde/Salza 1. Angersdorf (1195) 2. Dornstedt (752) 3. Höhnstedt (1584) 4. Langenbogen (2622) 5. Steuden (955) 6. Teutschenthal (9397) |